# VEON
VEON, het voormalige Russische VimpelCom Ltd, is een wereldwijde leverancier van telecommunicatiediensten gevestigd in Bermuda, maar met het hoofdkantoor sinds 2010 in Amsterdam. Na de wereldwijde omkoopschandalen werd in 2017 de naam gewijzigd in VEON.

## Activiteiten
Het is de op vijf na grootste mobielenetwerkoperator in de wereld met circa 220 miljoen klanten. Enkele merken van VEON zijn "Beeline", "Kyivstar" (in Oekraïne), "Jazz" en "Mobilink" (in Pakistan).
VEON is in 2024 actief in Oekraïne, Oezbekistan, Kazachstan, Kirgizië, Pakistan en Bangladesh.

## Geschiedenis
Het bedrijf ontstond in 2009 als fusie tussen het Russische OJSC VimpelCom, opgericht in 1992 en sinds 1996 beursgenoteerd aan de NASDAQ, en het Oekraïense Kyivstar, opgericht in 1994.
Een van de aandeelhouders was het Noorse Tenelor. In de jaren 90 kocht het belangen in buitenlandse markten waaronder in Rusland in 1994. Het had aanvankelijk een aandelenbelang van meer dan 30% in VEON. Sinds 2015 is Telenor begonnen met de verkoop van aandelenpakketten in VEON en dit proces werd in het vierde kwartaal van 2019 afgerond.
De onderneming behaalde in 2016 een nettowinst van US$ 2,4 miljard op een omzet van US$ 8,9 miljard. Ongeveer de helft van de omzet werd gerealiseerd in Rusland, gevolgd door Pakistan en Algerije. Italië was ook een belangrijke markt.
Op 7 november 2016 werden de Italiaanse activiteiten van VimpelCom en CK Hutchison samengevoegd. Wind en 3 Italia zijn opgegaan in een joint venture Wind Tre waarin beide bedrijven elk 50% van de aandelen houden. De transactie leidde tot een boekwinst van US$ 1,8 miljard voor VimpelCom in het boekjaar 2016. Zonder deze grote boekwinst leed het bedrijf een bescheiden verlies. In 2018 verkocht VEON het belang in Wind Tre voor € 2,45 miljard aan partner CK Hutchison. Met de verkoop heeft VEON geen belangen meer in West-Europa en gebruikte de verkoopopbrengst om schulden af te lossen en te investeren in groeimarkten.
Begin 2017 is de naam gewijzigd in VEON. Op 27 februari 2017 maakte het bedrijf bekend onder de naam VEON een notering te zullen aanvragen aan de Amsterdamse effectenbeurs. VimpelCom heeft reeds een notering aan de Nasdaq. Op beide aandelenbeurzen zullen de aandelen verhandeld gaan worden onder de ticker VEON. Op 4 april 2017 was de eerste notering in Amsterdam.
In maart 2021 nam VEON nog eens 15% van de aandelen Pakistan Mobile Communications Limited (PMCL) over van de Dhabi Group. PMCL is de grootste aanbieder van mobiele telecommunicatie in het land en handelt onder de merknaam Jazz. Voor dit pakket aandelen betaalde VEON US$ 273 miljoen en is daarmee de enige aandeelhouders van PMCL geworden.
Op 1 juli 2021 besloot VEON het hele aandelenbelang van 45,57% in Omnium Telecom Algérie te verkopen aan het Algerijnse nationaal investeringsfonds, Fonds National d’Investissement. Omnium is in Algerije actief onder de merknaam Djezzy. De aandelen gaan over voor US$ 682 miljoen en deze transactie is in augustus 2022 afgerond.
Op 1 december 2021 verkocht VEON alle zendmasten van het mobiele netwerk in Rusland aan Service Telecom Group of Companies. Deze verkoop heeft VEON US$ 957 miljoen opgeleverd. De twee hebben afspraken gemaakt waarbij VEON de masten kan blijven gebruiken voor de dienstverlening.
Op 3 februari 2022 kwam naar buiten dat het concern overweegt het hoofdkantoor naar Londen te verplaatsen. Na de Russische invasie van Oekraïne in 2022 heeft de Russische oligarch Mikhail Fridman, grootaandeelhouder van LetterOne, zijn functies binnen VEON opgegeven vanaf 28 februari 2022. Op 2 november 2022 maakte VEON het voornemen bekend alle activiteiten in Rusland te verkopen. Op 9 oktober 2023 werd deze verkoop afgerond. Kopers zijn een groep bestuurders van PJSC VimpelCom.
Begin augustus 2024 maakte VEON bekend de beursnotering in Amsterdam vrijwillig te beëindigen, maar de notering op de NASDAQ blijft. VEON hoeft dan niet langer aan de rapportage-eisen van twee beurzen te voldoen. De notering in Amsterdam is per 25 november 2024 gestaakt.

## Schikking
In Nederland kreeg het bedrijf in 2016 bekendheid vanwege een schikking van € 358 miljoen met het Nederlandse Openbaar Ministerie. Van deze grotere schikking blijft 358 miljoen euro in Nederland, omdat het bedrijf is gevestigd aan de Amsterdamse Zuidas. Dit was destijds de grootste schikking ooit, die ten gunste komt aan de Nederlandse Staat. Bijna € 400 miljoen is bestemd voor de autoriteiten in de Verenigde Staten.
Het bedrijf betaalde tussen 2006 en 2012 in totaal ruim US$ 144 miljoen aan een brievenbusfirma van de presidentsdochter Gulnara Karimova van Oezbekistan, in ruil voor frequenties op de gsm-netwerken in dat land. Het Openbaar Ministerie onderzocht vervolgens de betrokkenheid van ING bij deze affaire hetgeen in 2018 later leidde tot een schikking van € 775 miljoen met de bank. Accountant EY heeft een schikking geweigerd en wordt vervolgd door het Openbaar Ministerie. Op 15 december 2022 volgde alsnog een veroordeling van EY middels een boete van € 240.000 door de Amsterdamse strafrechter.